# لايف إز سترينج
لايف إز سترينج (بالإنجليزية: Life Is Strange؛ يترجم كـ « الحياة غريبة »)‏ هي لعبة فيديو من نوع لعبة مغامرة رسومية، صدرت في 30 يناير 2015، وهي متوفرة على أجهزة مايكروسوفت ويندوز وبلاي ستيشن 4 وبلاي ستيشن 3 وإكس بوكس وان وإكس بوكس 360 ونظام الأندرويد. اللعبة من تطوير دونتنود للترفيه صانع لعبة remember me ومن نشر سكوير إنكس ناشر لعبة فاينل فانتازي.

## اللعب
Life Is Strange هي لعبة خيال علمي يتم لعبها من منظور الشخص الثالث. تسمح آلية اللعبة إرجاع الوقت للاعب بإعادة أي إجراء تم اتخاذه تقريبًا. يمكن للاعب فحص الكائنات والتفاعل معها، مما يتيح حل الألغاز في شكل مهام جلب وإجراء تغييرات على البيئة. سيتم الاحتفاظ بالعناصر التي يتم جمعها قبل السفر عبر الزمن في المخزون بعد الحقيقة.
يمكن للاعب استكشاف مواقع مختلفة في بيئة خيالية لخليج أركاديا والتواصل مع الشخصيات غير القابلة للعب. يمكن إرجاع عمليات التبادل الحوارية أثناء استخدام خيارات التفرع للمحادثة. بمجرد إعادة تعيين الحدث، يُسمح بالتفاصيل المقدمة مسبقًا للاستفادة منها في المستقبل. في بعض الحالات، ستغير الخيارات في الحوار القصة وتؤثر عليها من خلال عواقب قصيرة أو طويلة المدى. لكل خيار من الخيارات، قد يتحول شيء جيد على المدى القصير إلى الأسوأ لاحقًا.

## ملخص
لعبة الحياة غريبة هي لعبة تفاعلية بحيث أن أحداث القصة تعتمد على إختيارات اللاعب. تدور القصة حول ماكس كوفيلد (Max Caufield) وهي طالبة جامعية تدرس التصوير. لدى ماكس قدرة خارقة وهي التحكم بالوقت، وعليك إستخدامها بالخير لجعل الحياة أفضل.

## الشخصيات
تنبيه مهم: من الممكن أن يتضمن حرق للأحداث

### الشخصيات الرئيسية
ماكس كوفيلد: الشخصية الرئيسية وهي طالبة جامعية تدرس فنون التصوير وتكتشف أن لديها قوة خارقة هي «إرجاع الزمن».
كلوي برايس: صديقة ماكس القديمة التي تلتقي بها بعد أن قامت بإنقاذها وهي لا تدري أنها صديقتها.
راشيل أمبر: صديقة كلوي التي تعرضت للإختفاء وتقوم ماكس وكلوي بالبحث عنها في مجرى القصة.
ناثان بريسكوت: طالب مجنون من عائلة «بريسكوت» ذات النفوذ العالي.
مارك جيفرسون: هو أستاذ ماكس في صف التصوير ليُكتشف لاحقاً أنه مسؤول عن إختفاء راشيل.
ديفيد مادسن: رئيس أمن بلاكويل (المدرسة) وهو زوج أم كلوي.
فرانك باورز: صديق راشيل والتي أُكتشف لاحقاً أن علاقتهما كانت أكثر من مجرد أصدقاء.

### الشخصيات الثانوية
- وارين جارهام: صديق ماكس وزميلها في المدرسة ولديه تأثير كبير في القصة.
- فيكتوريا تشيس: صديقة ناثان وتكره ماكس وتتنمر عليها.
- كيت مارش: صديقة ماكس وتقوم بالإنتحار (معتمد على اللاعب) في مجرى القصة.
- ريموند ويلز: مدير بلاكويل
- جويس برايس: والدة كلوي
- ويليام برايس: والد كلوي المتوفي
- راين كوفيلد: والد ماكس
- فانيسا كوفيلد: والدة ماكس

## القصة
تدور أحداث لعبة Life Is Strange في بلدة Arcadia Bay بولاية أوريغون، ويتم اللعب بشخصية Max Caulfield، وهي طالبة في الصف الثاني عشر تدرس في أكاديمية Blackwell خلال أكتوبر 2013. أثناء فصل التصوير مع معلمها مارك جيفرسون، تواجه ماكس رؤية مدينتها (Arcadia Bay) تدمر بسبب إعصار متورم. عندها ذهبت إلى الحمام لتستعيد وعيها وشاهدت زميلها ناثان بريسكوت يقتل فتاة في نوبة من الغضب. في محاولة واحدة مفاجئة، ماكس قامت بإرجاع الوقت وإنقاذ الفتاة، التي تم معرفة لاحقاً أنها تكون صديقة طفولتها كلوي برايس. يجتمع الاثنان ويذهبان في نزهة على الأقدام في المنارة، حيث تكشف ماكس لكلوي عن قدرتها على إرجاع الوقت. ثبت أن الرؤية تعرض حدث مستقبلي: عاصفة تقترب من المدينة، وفي اليوم التالي، لاحظت ماكس أن زميلتها كيت مارش تتعرض للتنمر بسبب مقطع فيديو مزيف يصورها وهي تقبل العديد من الطلاب في حفلة.
عندما تقابل ماكس كلوي في المطعم حيث تعمل والدتها جويس، قرروا تجربة قوة ماكس في مخبأ كلوي السري للخردة. ومع ذلك، فإن كثرة استعمال قوتها يتسبب في إصابة ماكس بنزيف في الأنف وإغماء. تعيدها كلوي إلى بلاكويل، لكن الصف يتوقف عندما يُنادى الجميع إلى الفناء. ليروا أن كيت مارش تستعد لتنتحر بالقفو من أعلى مبنى سكن الفتيات. تمكنت ماكس من تجميد الوقت بشكل غير متوقع، مما يمنح ماكس الفرصة للذهاب إلى كيت وإقناعها بالنزول، وفي هذه اللحظة انتحار كيت يعتمد على إختيارات اللاعب. قررت ماكس في النهاية الكشف عما حدث لراشيل أمبر، وصديقة كلوي المفقودة. اقتحمت ماكس وكلوي مكتب المدير في تلك الليلة للتحقيق قبل أن يضطروا للهروب من ديفيد مادسن، رئيس الأمن في بلاكويل وهو زوج أم كلوي جويس والهروب عائدين إلى منزل كلوي. في صباح اليوم التالي، تسللوا إلى المنزل المتنقل لفرانك باورز، وهو تاجر مخدرات وصديق لراشيل، وعلموا أن راشيل كانت على علاقة مع فرانك وكذبت على كلوي بشأن هذا الأمر، مما تسبب في أن تشعر كلوي بالخيانة. تعود ماكس إلى مسكنها وتتأمل في صورتها القديمة هي وصديقتها كلوي قبل 5 سنوات (تحديداً يوم موت أب كلوي ويليام)، ولكن فجأة تكتشف ماكس قوى جديدة وهي السفر عبر الزمن من خلال صور قديمة لها. تحاول ماكس إنقاذ والد كلوي ويليام من حادث السير الذي تعرض له، عندها تتحقق مقولة تغيير الماضي يسبب المشاكل، فعندها تصاب كلوي بالشلل التام نتيجة لحادث سير بسيارة أهداها إياها والدها.
تستخدم ماكس الصورة مرة أخرى للتراجع عم قرارها لتتكمن من استعادة كلوي ولكن بالمقابل، سيموت والد كلوي. استمرارًا في تحقيقاتهم، حصلت ماكس وكلوي على أدلة تقودهم إلى حظيرة مهجورة مملوكة لعائلة بريسكوت ذات النفوذ العالية. يكتشفون مخبأً مخفيًا يحتوي على صور لكيت وراشيل مقيدين ومخدرين، مما أدى إليهم إكتشاف قبر راشيل في ساحة الخردة. أسرعوا بالعودة إلى ساحة الخردة ليجدوا مكان دفن راشيل، مما أدى إلى يأس كلوي. تذهب ماكس لحفلة نهاية العالم في بلاكويل محاولة لتعقب ناثان بريسكوت. تلقوا رسالة نصية من ناثان يهددهم فيها ويطلب منهم الذهاب لساحة الخردة. عند وصلوهم تعرضت ماكس وكلوي لكمين من قبل أستاذ التصوير لماكس (جيفرسون) فقام بتخدير ماكس وقتل كلوي برصاصة في القلب. يتم اختطاف ماكس واحتجازها في «الغرفة المظلمة»، حيث كان جيفرسون يخدر ويصور الفتيات لإبراز براءتهن. يكشف جيفرسون أيضًا أنه أخذ ناثان كطالب شخصي، لكنه قتله قبل أن يختطف ماكس بسبب إعطاء راشيل جرعة زائدة لتقليد جيفرسون، وينوي فعل الشيء نفسه مع ماكس بعد أن حصل على الصور التي يريدها. ماكس تستخدم صورتها التي أخذتها في بداية اللعبة لكي تسافر عبر الزمن مرة أخرى إلى حيث بدأت القصة. فتقوم بتنبيه ديفيد ويتم أعتقال جيفرسون وناثان.
تُمنح ماكس الفرصة للذهاب إلى سان فرانسيسكو وعرض إحدى صورها في معرض فني. ولكن قرارها لم يكن سليما أيضاً فتتصل بها كلوي لتخبرها أن العاصفة قادمة وكلوي ستموت حتماً. ماكس علمت أنه على الرغم من كل جهودها، وصلت العاصفة إلى خليج أركاديا. تسافر ماكس عبر الزمن مرة أخرى لإصلاح هذا لكي لا ينتهي بها الأمر في سان فرانسيسكو، ولكنها تعود للغرفة المظلمة مع جيفرسون. يأتي ديفيد ويقبض على جيفرسون وتذهب ماكس للسفر عبر الزمن محاولة إصلاح كل شيء. تعود ماكس لحيث بداية الحفلة وتحذر كلوي من الذهاب الساحة الخردة في المقام الأول وإخبار ديفيد، لينتهي الأمر بإعتقال جيفرسون وناثان والكشف عن مكان دفن راشيل بواسطة أدلة ماكس وكلوي. تعود ماكس بعد عناء إلى العالم الحقيقي وتجد كلوي على قيد الحياة ولكن العاصفة تقترب أكثر، ليسارعا بالذهاب إلى المنارة لأنها الطريقة الوحيدة للنجاة، ولكن أثناء ذلك، ماكس تصاب بالإجهاد الشديد بسبب السفر عبر الزمن ويغمى عليها. تواجه ماكس كابوساً صعباً للغاية. ينتهي كابوس ماكس لتكون قد وصلت هي وكلوي إلى المنارة. عندها أدركت ماكس أنها هي من جلبت تلك العاصفة بسبب التلاعب بالزمن أي لكل فعل ردة فعل، يعني أنه كل مرة تقوم ماكس بإرجاع الزمن تحدث سلسلة من ردود الفعل مما يتسبب في النهاية إلى تسبب العاصفة. كلوي تفهم الأمر وتقول لماكس أن الأمر بيدها. أخرجت كلوي صورة قد التقطتها ماكس عندما قامت بإنقاذ كلوي لأول مرة من القتل في الحمام، يكون لماكس الآن خياران حاسمان جداً، إما أن ترجع بالزمن إلى وقت إلتقاط الصورة وتترك كلوي تموت على يد ناثان لتجنب حدوث العاصفة، أو تترك خليج أركاديا يتدمر وكلوي تبقى على قيد الحياة.

## ما بعد العاصفة

### تنبيه مهم: حرق للأحداث
لعبة Life is Strange تنتهي بخياران إما التضحية بخليج أركدايا أو التضحية بكلوي وللأسف لم تقم الشركة المطورة للعبة بإصدار لعبة أخرى يسرد ماذا حدث بعد إنقاذ كلوي
ولكن قامت الشركة الرسمية بإطلاق كتب القصص المصورة Comics Books بعنوان Life is Strange لتقوم بسرد ما حدث مع ماكس وكلوي بعد العاصفة وبعد موت الجميع في اركاديا باي.
يمكنك شراء الكتب من موقع أمازون أو قرائتها مجانا على الإنترنت من موقع ReadComics Online والقصة لم تنتهي بعد إلى حين تاريخ تحرير هذا المقال
| حلقة | الكاتب                       | تاريخ الاصدار                                     | تاريخ الاصدار |
| حلقة | الكاتب                       | منصات الاطلاق الاساسية (PC, PS4, PS3, XOne, X360) |               |
| --- | ---------------------------- | ------------------------------------------------- | ------------- |
| |                              |                                                   |               |
| "Episode 1: Chrysalis"1 | كريستيان ديفين               | 30 يناير 2015                                     |               |
| ماكس كولفيلد البالغة من العمر 18 عاما تترك عائلتها في سياتل لدراسة التصوير الفوتوغرافي في أكاديمية بلاكويل في ولاية أوريغون. |                              |                                                   |               |
| |                              |                                                   |               |
| "Episode 2: Out of Time" | كريستيان ديفين، جان لوك كانو | 24 مارس 2015                                      |               |
| كلوي تقنع ماكس بتجربة قوته الخارقة في محاولة لمساعدة كيت مارش التي وقعت ضحية مزحة قاسية.                                     |                              |                                                   |               |
| |                              |                                                   |               |
| "Episode 3: Chaos Theory" | كريستيان ديفين، جان لوك كانو | 19 مايو 2015                                      |               |
| ماكس وكلوي يكتشفان أسرار خليج أركاديا، وفي النهاية تظهر عواقب قوة ماكس الخارقة.                                              |                              |                                                   |               |
| |                              |                                                   |               |
| "Episode 4: Dark Room" | كريستيان ديفين، جان لوك كانو | 28 يوليو 2015                                     |               |
| تدور قصة الحلقة حول البحث عن حقيقة اختفاء راشيل آمبر، وماكس وكلوي يكشفان سر "الغرفة مظلمة".                                  |                              |                                                   |               |
| |                              |                                                   |               |
| "Episode 5: Polarized" | كريستيان ديفين، جان لوك كانو | 20 أكتوبر 2015                                    |               |
| تدور الحلقة عن محاولة إنقاذ صديقتها كلوي من الموت عدة مرات وكشف حقيقة ناثان والـ"الغرفة المظلمة"                             |                              |                                                   |               |

## الاستقبال
| لعبة                                                 | غيم رانكينغز                           | ميتاكريتيك                 |
| ---------------------------------------------------- | -------------------------------------- | -------------------------- |
| الحلقة 1: الشرنقة (بالإنجليزية: Chrysalis)‏           | (PC) 77.92% (PS4) 77.66% (XOne) 77.57% | (PC) 77 (PS4) 75 (XOne) 76 |
| الحلقة الثانية: خارج الزمن(بالإنجليزية: Out of Time)‏ | (PC) 90.00% (PS4) 82.50% (XOne) 72.50% | (PS4) 77                   |

قوبلت حلقة الأولى من اللعبة بردود فعل إيجابية بصفة عامة.

### مبيعات
احتلت الحلقة الأولى المرتبة الخامسة في قائمة أكثر الألعاب مبيعا لشهر فبراير 2015 على منصات بلاي بلاي ستيشن 4 وبلاي ستيشن 3.

### الجوائز
| تاريخ | جائزة                                          | فئة                                   | Recipient(s) and Nominee(s) | نتيجة | مرجع.  |
| ----- | ---------------------------------------------- | ------------------------------------- | --------------------------- | ----- | ------ |
| 2015  | Develop Industry Excellence Award [الإنجليزية] | أفضل عنوان لعبة جديد – كمبيوتر/كونسول | Life Is Strange             | فوز   | [ 30 ] |
| 2015  | Develop Industry Excellence Award [الإنجليزية] | أفضل سرد روائي                        | Life Is Strange             | فوز   | [ 30 ] |

## وصلات خارجية
- لايف إز سترينج على موقع Google Play (الإنجليزية)

- Official home page
- لايف إز سترينج على موقع IMDb (الإنجليزية)